# Thomas Carper
Thomas Richard "Tom" Carper (født 23. januar 1947 i Beckley, West Virginia) er en amerikansk demokratisk senator som repræsenterer delstaten Delaware. Han er økonom, og deltog i Vietnamkrigen. Han har siddet fem perioder i Repræsentanternes hus, fra 1983 til 1993. Under valget i 1992 «byttede» han med daværende guvernør i Delaware, Michael N. Castle, som måtte trække sig på grund af begrænsninger på hvor længe man kan være guvernør. Castle blev valgt ind i Repræsentanternes hus, mens Carper blev guvernør. Han blev genvalgt i 1996.
I 2000 stillede han op til Senatet, og slog den siddende senator William V. Roth, Jr.. Roth havde vært senator i Delaware siden 1971. Carper fik 56% af stemmene. I 2006 blev han genvalgt med 70% mod Jan C. Ting.